# Jerup Sogn
Jerup Sogn var et sogn i Frederikshavn Provsti (Aalborg Stift).
Byen Jerup i Elling Sogn, der hørte til Horns Herred i Hjørring Amt, fik i 1889 en filialkirke. Derefter blev Jerup et kirkedistrikt i Elling Sogn. Ved kommunalreformen i 1970 blev Elling sognekommune inkl. kirkedistriktet indlemmet i Frederikshavn Kommune. Da kirkedistrikterne blev afskaffet i 2010, blev Jerup Kirkedistrikt udskilt som selvstændigt sogn.
1 december 2024 blev sognet atter en del af Elling Sogn.
Stednavne, se Elling Sogn.